# Dębica
Pour les articles homonymes, voir Dębica (homonymie).
Dębica est une ville de la voïvodie des Basses-Carpates, dans le sud-est de la Pologne, et le chef-lieu du powiat de Dębica. Sa population s'élevait à 47 180 habitants en 2012.

## Géographie
Dębica couvre une superficie de 3 383 ha, composée de 42 % de terre arable et 19 % de zones forestières. Dębica, et la ville Dębica couvre 4,34 % de la superficie du powiat.

## Histoire

### Les débuts
La ville a été fondée en 1358 par le roi de Pologne Casimir III le Grand (Kazimierz Wielki). Pendant de nombreuses années Dębica était un lieu petit et sans importance, situé dans le comté de Pilzno, Sandomierz voïvodie, province de Petite-Pologne. Faute de fortifications qui la défendent, Dębica était vulnérable aux invasions diverses des Tatars, Suédois, ou Hongrois, qui ont brûlé ou pillé la ville pendant plusieurs années. À la suite de ces événements, il reste peu de monuments à Debica. Un d'eux est l'église Saint-Jadwiga, à l'origine du XIVe siècle, mais entièrement reconstruite à la fin du XIXe siècle.

### Sous la domination autrichienne
En 1772, à la suite de la première partition de la Pologne, Dębica se trouvait dans l' Empire des Habsbourg, dans la province nouvellement créée de Galicie (polonais : Galicja). Les nouvelles autorités autrichiennes ont décidé qu'elle ne devrait plus être considérée comme une ville, mais plutôt un village et l'ont rebaptisée Dembitz. Cette décision a marqué le déclin de la ville.
Les mauvaises périodes ont pris fin dans la seconde moitié du XIXe siècle, lorsque le gouvernement autrichien a décidé de construire une ligne principale Ouest-Est de chemin de fer, qui relie deux grands centres urbains de Galicja - Cracovie et Lviv. Une station de chemin de fer a été construite à Debica, et à la fin du XIXe siècle, une autre ligne a été construite en direction du nord, pour rejoindre Dębica et la ville de Sandomierz, qui était situé sur l'Autriche et la frontière russe. La ville est devenue un carrefour ferroviaire, qui a été un énorme coup de pouce pour ses citoyens.
En 1900, un lycée a été ouvert, et en 1908 les élèves de cette école ont fondé l'un des plus anciens clubs de sport en Pologne, Wisloka (dont le nom vient de la rivière Wisloka, qui se jette de la ville).
Juste avant la Première Guerre mondiale, Dębica a de nouveau été reconnue en tant que ville. La guerre a été une catastrophe pour la ville, ayant presque été entièrement détruite. Au cours de plusieurs campagnes, Dębica a été occupée par les troupes russes mais aussi autrichiennes, hongroises et allemandes, qui ont combattu dans cette région pendant de nombreux mois. Les Russes voulaient passer à travers les Carpates Gamme vers la Slovaquie, mais la Bohême et la Hongrie, des Puissances centrales, ont réussi à les arrêter au début de 1915. Ces événements ont eu un grand impact sur la ville et ont entravé son développement pendant de nombreuses années.

### Pendant l'indépendance de la Pologne
En 1918, après que la Pologne a reçu son indépendance, Dębica a été inclus dans la nouveau voïvodie de Cracovie, dans le powiat de Ropczyce. La situation économique de la ville n'a pas changé - il n'y avait pas d'industrie, très peu d'emplois disponibles et des villages environnants ont été fortement surpeuplés. Cela a commencé à changer en 1936, lorsque le gouvernement polonais a annoncé la création du Centralny Okręg Przemysłowy (Centre Industriel). Il fut un énorme projet de travaux publics, visant à lutter contre le chômage dans cette partie surpeuplée de la Pologne, ainsi que la création de l'industrie lourde, concentré sur la production d'armement.

### Seconde Guerre mondiale
L'occupation de Dębica par l'Allemagne nazie a débuté le 8 septembre 1939. À la demande de Julius Gabler, chef de la Gestapo de la ville, les Allemands ont créé un ghetto pour la population juive de la ville, finissant par assassiner la plupart d'entre eux sur place ou dans le camp de concentration d'Auschwitz.
Dans les collines boisées au sud de la ville, de nombreuses forces souterraines opéraient, comprenant de nombreuses unités de l'Armia Krajowa (AK). Il était trop dangereux pour les officiers de l'AK de rester à Dębica, donc le siège d'un quartier souterrain local (connu sous le nom de « Deser ») était situé dans un village voisin de Gumniska, situé dans la région vallonnée au sud de la ville. Les combattants de la résistance étaient très actifs dans la zone, attaquant souvent la principale ligne ferroviaire Cracovie-Lwów, utilisée par les troupes allemandes. Au début de 1944, des unités du district local de l'Armia Krajowa ont tenté en vain de faire exploser un train transportant Hans Frank, qui passait par la gare du village de Czarna Tarnowska, à quelque 15 kilomètres à l'ouest de Dębica. En représailles, le 2 février 1944, les Allemands assassinent 50 Polonais près de la voie ferrée de Dębica.
À la périphérie de Dębica, notamment dans le village de Pustków, les Allemands ont établi une base militaire à l'automne 1941, connue sous le nom de SS-Truppenübungsplatz Heidelager, pour les tests d'artillerie et la formation de nouvelles formations militaires collaborationnistes ukrainiennes, notamment la division SS Galizien. Durant son activité entre janvier 1940 et août 1944, il sert également de camp de concentration au cours duquel environ 15 000 prisonniers destinés aux travaux forcés périssent dans d'atroces conditions (7 500 juifs, 5 000 prisonniers de guerre soviétiques et 2 500 polonais). De plus, lors de l'opération Barbarossa, plus d'un millier de soldats soviétiques ont été tués au combat dans la zone.

### De nos jours
De 1975 à 1998, elle fait partie de la voïvodie de Tarnów, puis elle intègre en 1999 la voïvodie des Basses-Carpates.

## Sports
Il existe deux grands clubs de sport à Debica. Klub Sportowy (Sports Club) Wisloka, fondée en 1908, est l'une des plus anciennes organisations sportives dans le pays. Wisloka est célèbre pour ses lutteurs, qui ont remporté de nombreuses médailles dans les Jeux olympiques, du monde et Championnats d'Europe. Autres domaines dans lesquels les athlètes Wisloka ont obtenu des résultats importants : football, boxe, cyclisme et karaté. Le club a été parrainé par Tire Company Dębica et il a connu son apogée dans les années 1970.
L'autre équipe, Ludowy Klub Sportowy Igloopol, a été fondée en 1978 et est le fruit d'un éminent militant du Parti communiste polonais, Edward Brzostowski. Igloopol a bénéficié d'un soutien fort du gouvernement local. Brzostowski fut pendant quelque temps ministre de l'Agriculture et directeur de la Polski Zwiazek Pilki Nozne (Fédération polonaise de football).
Dernièrement, deux équipes ont joué en régionale, subcarpatique de 4e Division, dans l'espoir de gagner la promotion. Enfin, Wisloka atteint cet objectif et pour la saison 2006/2007 joue dans le quatrième groupe de 3e division polonaise.

## Économie

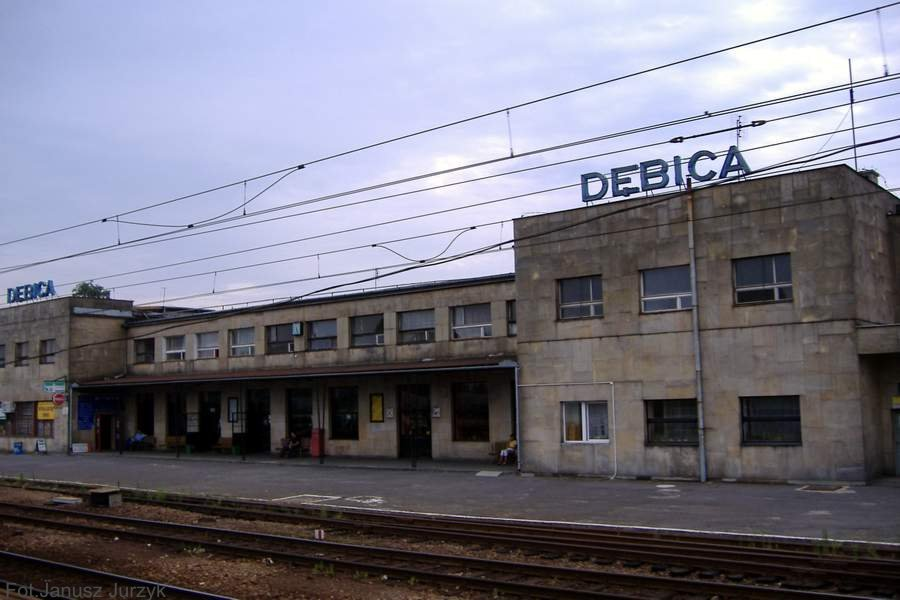
La gare de Dębica.

Depuis le milieu des années 1930, Debica, en dépit de sa taille, a été un important centre industriel de la Pologne. Plusieurs entreprises sont implantées dans la ville ou ses environs :
- Firma Oponiarska Dębica SA (Tire Company Dębica), ancien nom - Stomil Dębica, racheté par Goodyear en 2009, pneumatiques.
- Wuch Chlodniczych Wytwornia Urzadzen : électroménager.
- Les entreprises alimentaires comme Zaklady Miesne, Igloomeat et Animex Poludnie,
- Industrie chimique : les fabricants de peinture Polifarb Dębica et Sniezka Brzeźnica.
- Matériaux de construction : Jabo Marmi (marbre) et Iglobud (briques).
- Le fabricant de bicyclettes Arkus,
- Sportatut : producteur de produits nutritionnels sportifs.

## Personnalités
Dębica est le berceau du musicien classique du XXe siècle Krzysztof Penderecki.
D'autres personnalités sont liées à la ville comme:
- Tadeusz Łomnicki, l'un des acteurs polonais les plus populaires, qui a fréquenté l'école secondaire de Dębica,
- Les lutteurs de la lutte gréco-romaine, les jumeaux Kazimierz Lipień et Józef Lipień, qui, tout en représentant Wisloka dans les années 1970, ont remporté de nombreuses médailles dans différents tournois internationaux, y compris les Jeux olympiques ,
- Leszek Pisz, un joueur de football, milieu de terrain, qui a commencé sa carrière dans l'équipe Wisloka. Il a joué dans Igloopol, Legia Warszawa, plusieurs équipes grecques et dans l'équipe nationale.
- Mateusz Borek, célèbre commentateur sportif.
- Władysław Strumski, écrivain polonais.
- Ryszard Siwiec, né à Debica, qui se suicide par auto-immolation pour protester contre l'invasion soviétique de la Tchécoslovaquie.
- Seweryn Gancarczyk, footballeur en tant que défenseur.
- Waldemar Piatek, footballeur en tant que gardien de but.
- Jerzy Żuławski, décédé et enterré à Dębica.

### Jumelage
Dębica est jumelée avec les villes de :
| - Puurs en Belgique - Kapuvár en Hongrie - Svishtov en Bulgarie |